# Nếu như anh đến
"Nếu như anh đến" là một bài hát được trình bày bởi ca sĩ Việt Nam Văn Mai Hương, trích từ album phòng thu đầu tay của cô, Hãy mỉm cười (2011). Ca khúc được sáng tác bởi nhạc sĩ Nguyễn Đức Cường và sản xuất bởi nhạc sĩ Huy Tuấn. Ca khúc mang tiết tấu Dance-pop và R&B. "Nếu như anh đến" đã đứng đầu bảng xếp hạng Zing Top Song vào tuần 30 tháng 8 năm 2011. Ca khúc gồm hai phiên bản, bản thứ hai mang giai điệu nhạc nhẹ, được xuất hiện trong video ca nhạc cùng bản gốc của ca khúc.
Video ca nhạc cho ca khúc được phát hành vào ngày 8 tháng 8 năm 2011, được thực hiện bởi hãng phim Film Ninja Productions cùng sự xuất hiện của nhạc sĩ Nguyễn Đức Cường. Video nhận được khá nhiều ý kiến tích cực và giành nhiều thu hút của khán giả, qua đó video đứng đầu bảng xếp hạng Zing Top Video.

## Bối cảnh và phát hành
Sau khi tham gia mùa 3 của chương trình Thần Tượng Âm nhạc Việt Nam, Văn Mai Hương đã phát hành đĩa đơn đầu tay và là đĩa đơn quảng bá cho hãng Pond's mang tên "Ngày mới trắng hồng" và quyết định "nam tiến chính thức tấn công vào thị trường âm nhạc Việt" và chia sẻ: "Tôi muốn hát nhiều thể loại khác nhau để tìm kiếm được phong cách mà khán giả yêu thích nhất. Hình ảnh trẻ trung và năng động là điều tôi muốn hướng tới khi thực hiện bất cứ sản phẩm âm nhạc nào." "Nếu như anh đến" được viết bởi nhạc sĩ Nguyễn Đức Cường và sản xuất bởi nhạc sĩ Huy Tuấn, người "giúp đỡ nhiệt tình" cho cô và cho rằng anh "xem Văn Mai Hương như một người cháu trong gia đình. Vì tuổi của Mai Hương còn bé nên [tôi] không muốn đưa nữ ca sĩ vào một hình tượng nào đó mà muốn Mai Hương phát huy khả năng của mình một cách tự nhiên." Nhạc sĩ Huy Tuấn đồng thời "muốn định hướng xây dựng Văn Mai Hương trở thành một gương mặt của tuổi mới lớn, âm nhạc phù hợp với lứa tuổi nhưng văn minh, lành mạnh và nghệ thuật hơn."
Trên trang Zing MP3, ca khúc chính thức được đăng tải vào ngày 30 tháng 6 năm 2011 và xuất hiện trong đĩa mở rộng cùng tên, phát hành vào ngày 1 tháng 7 năm 2011.

## Tiếp nhận

### Đánh giá chuyên môn
"Nếu như anh đến" nhận được đông đảo khen ngợi từ các nhà báo, cho rằng ca khúc rất "trẻ trung" và khen ngợi kỹ thuật trong giọng hát của Văn Mai Hương. Phóng viên Anh Cuông từ báo Lao động nhân xét: "Vẫn là một giọng hát đầy nội lực và một nền tảng kỹ thuật được đào tạo bài bản, Văn Mai Hương đã thoải mái thể hiện đầy đủ cá tính của mình: Tự tin, hồn nhiên và rất năng động." Ký danh "Mèo Béo" từ Pháp luật Xã hội cho rằng bài hát "được phát triển dựa trên những thế mạnh và sở trường sẵn có của [Văn Mai Hương]: giọng hát đầy nội lực và có cá tính riêng." Trang ICT News cho rằng "cô đã thoải mái thể hiện đầy đủ cá tính tự tin, hồn nhiên và rất năng động [trong bài hát]."

### Khán giả
Trên trang Zing MP3, ca khúc thu hút hơn 4,5 triệu lượt nghe và leo lên dẫn đầu bảng xếp hạng âm nhạc Việt Nam của họ. Trên đài phát thanh Xone FM, bài hát nhận được khá nhiều bầu chọn từ khán giả khi vươn lên đầu bảng VN-10. Còn trên bảng xếp hạng Làn Sóng Xanh của Đài Tiếng nói Việt Nam, bài hát đứng vững vị trí thứ 9 hai tuần liền từ ngày 8 tháng 8 đến 21 tháng 8 và sau đó nhảy lên vị trí á quân vào tuần 22 tháng 8 năm 2011 và vị trí đầu bảng Chung cuộc toàn tháng 8 của trang web.
Và hiện tại ca khúc này đã đạt đến số lượng nghe là 22.933.758

## Video ca nhạc

### Thực hiện
Video ca nhạc của "Nếu như anh đến" được đạo diễn bởi Triệu Quang Huy, thuộc hãng phim Film Ninja Productions và được phát hành vào ngày 8 tháng 8 năm 2011. Video được quay trong vòng hai ngày tại một quán cà phê nhỏ, với sự xuất hiện của nhạc sĩ Nguyễn Đức Cường cùng những diễn viên quần chúng mà Mai Hương đã tuyển chọn trên trang Facebook chính thức của cô.

### Nội dung
Video mở đầu với cảnh phim đồ họa khi nhiều hình ảnh của Mai Hương được treo lơ lửng, trên tường còn được đính nhiều đĩa nhạc 12", một chiếc đĩa màu cam mang tên "Nếu như anh đến" được phóng lên và phần giữa của đĩa là hình ảnh cô và nhạc sĩ Nguyễn Đức Cường đang ngồi trên một chiếc ghế chờ trên sân khấu. Lập tức, người dẫn chương trình đã mời Mai Hương lên sâu khấu khi cô đang mặc một bộ trang phục mang phong cách retro. Ban nhạc bắt đầu bật phiên bản gốc của bài hát nhưng thoạt đầu bị khán giả tại quán cà phê phản đối. Sau khi hát phần lời đầu tiên và phần điệp khúc, khán giả tại quán đã dần ủng hộ màn trình diễn nhưng đột ngột quán bị cúp điện. Chính vì vậy, cô đã vô cùng lo lắng, nhạc sĩ Đức Cường sau đó đã tìm ra cách và lấy chiếc ghita của mình, bắt đầu phiên bản nhạc nhẹ của bài hát cũng như bắt đầu video ca nhạc. Sau đó, khi cô vào đoạn nghỉ, quán lại có điện trở lại và họ tiếp tục chơi phiên bản gốc cũng như nhận được sự ủng hộ nhiệt tình hơn của các khán giả. Video sau đó kết thúc tương tự như phần mở đầu khi hình của Mai Hương nằm ở giữa chiếc đĩa nhạc màu cam.

### Tiếp nhận
Video ca nhạc này nhận được khá nhiều đón nhận từ giới phê bình cũng như khán giả và thu hút hơn cả bài hát gốc. Phóng viên Nguyên Minh từ VnExpress cho rằng video khá "đơn giản" nhưng " vẫn gây được hiệu ứng tốt nhờ góc quay đẹp, cách phối màu sắc ấn tượng và đặc biệt là toát lên sức trẻ, đúng với phong cách mà Á quân Vietnam Idol 2010 đang tạo dựng cho mình." Anh Cuông, phóng viên từng nhận xét bài hát cho trang Lao động nay cũng đã nhận xét về phần video, cho rằng "phong cách Dance-pop và ballad được lồng ghép với nhau một cách tự nhiên và vẫn mang đến màu sắc âm nhạc trẻ trung, sôi động của ca khúc." Phóng viên mang bí danh "P.G" từ Bưu điện Việt Nam cho rằng cô "có quyền tự hào về thành quả [của] đứa con đầu lòng của mình."
Video chính thức trên YouTube nay thu hút 300.000 lượt xem; hơn 2.300 ý kiến "thích" và hơn 400 ý kiến "không thích." Trên trang Zing MP3, video nhận được hơn 6 triệu lượt xem và đứng đầu bảng xếp hạng Zing Top Video trong khi ca khúc cũng đang đứng đầu tại bảng xếp hạng Âm nhạc.

### Tranh cãi
Ngày 19 tháng 8 năm 2011, một đoạn phim tài liệu mang tên "Van Mai Huong - Neu Nhu Anh Den (Behind The Scene Documentary)" (tạm dịch: "Nếu Như Anh Đến - Văn Mai Hương (Phim tài liệu Hậu trường)") đã được đăng tải lên tài khoản YouTube của hãng Film Ninja Productions, gây ra một số phản ứng gay gắt từ phía dư luận. Khán giả đã phản đối phần ý kiến của đạo diễn video, Triệu Quang Huy, khi anh đưa những cảnh quay từ "Love You Like a Love Song" của Selena Gomez và "Hoot" của nhóm Girls' Generation khi cho rằng kỹ thuật của hai video này còn kém. Dù vậy, trong cảnh quay của hai video còn được lồng thêm hình ảnh ngón trỏ chỉ xuống khiến nhiều khán giả cảm thấy bức xúc. Dù vậy, ở phần mở đầu của video có đoạn chú thích khá rõ ràng: "Đây là một phim tài liệu cá nhân về dự án "Nếu như anh đến"... Những quan điểm tiêu cực trong phim này hoàn toàn là quan điểm cá nhân của tôi, Triệu Quang Huy. Hoàn toàn không liên quan gì đến ca sĩ Văn Mai Hương, nhạc sĩ Nguyễn Đức Cường và nhạc sĩ Huy Tuấn." Vì có quá nhiều bình luận phản đối, đạo diễn Quang Huy đã gỡ bỏ video này vì "không muốn ảnh hưởng đến Văn Mai Hương và ê-kíp."
Ngoài ra, video sau đó cũng bị khán giả cho rằng có nhiều điểm tương tự với "Love You Like a Love Song" và "Love" của nhóm CN Blue. Quang Huy sau đó cho rằng "Tôi không bình luận về vấn đề này bởi đó là vấn đề tự do ngôn luận của con người. Khán giả xem, họ thấy giống thì họ có quyền nói lên cảm nhận của họ. Còn với cá nhân tôi đúng là sau khi báo chí đưa thông tin này tôi mới tìm xem [video] của Selena Gomez. Còn nhóm CN Blue thì tôi hoàn toàn không biết họ là ai và cũng không xem video của họ mà bạn vừa nhắc tới."

## Xếp hạng
| Bảng xếp hạng (2011)   | Vị trí cao nhất |
| ---------------------- | --------------- |
| Việt Nam Zing Top Song | 1               |
| Việt Nam Làn Sóng Xanh | 1               |
| Việt Nam VN-10         | 1               |

| Bảng xếp hạng (2011)    | Vị trí cao nhất |
| ----------------------- | --------------- |
| Việt Nam Zing Top Video | 1               |

## Trình diễn trực tiếp
Văn Mai Hương lần đầu tiên trình diễn ca khúc này tại buổi ra mắt đĩa EP Nếu như anh đến ngày 2 tháng 7 năm 2011. Sau đó, vào cuối tháng 7, cô đã trình diễn tại Idol Music Event năm 2011 và được phóng viên Việt Phong của XZone khen ngợi rằng cô "tạo được sự dễ thương, lôi cuốn." Tiếp đó, vào buổi lễ khai tương cửa hàng của nhãn hiệu thời trang Blook vào đầu tháng 7, cùng sự xuất hiện của nhóm nhạc 365 và được phóng viên có biệt danh "Saga" nhận xét là Văn Mai Hương đã "khiến cho không khí càng trở nên nóng và sôi động." Ngày 18 tháng 8 năm 2011, một lần nữa cô đã trình diễn ca khúc trong đêm diễn từ thiện "Hãy yêu nhau đi" cùng ca sĩ Thanh Bùi và danh ca Thanh Lam. Sau đó, cô cũng đã trình diễn và xuất hiện cùng các nghệ sĩ thuộc hãng thu Music Faces tại đêm diễn "Jim Moray - Chào Việt Nam" và tại đêm chung kết của chương trình Bước nhảy Xì tin tại Nhà thi đấu Bách Khoa Hà Nội ngày 28 tháng 8 năm 2011, cô và ca sĩ Noo Phước Thịnh chính là hai ca sĩ xuất hiện tại chương trình.

## Danh sách ca khúc
Single album "Nếu như anh đến"
1. "Nếu như anh đến"
2. "Đừng ngồi yên trong góc tối" (bản gốc thuộc ca sĩ Đông Nhi)
3. "Trôi trong gương" (bản gốc thuộc ca sĩ Đoan Trang)
4. "Nếu như anh đến" (Phiên bản nhạc nhẹ)